# Armoured Carrier Wheeled Indian Pattern
Az Armoured Carrier Wheeled Indian Pattern (ACV–IP), vagy más nevén Indian Pattern Carrier egy páncélgépkocsi volt, melyet Indiában gyártottak a második világháború alatt. A járművek egy részét, melyet a Tata Locomotives gyártott, Tatanagars névvel látták el.

## Történet
A második világháború kitörésekor az Egyesült Királyság képtelen volt a Nemzetközösséget teljesen elláttni páncélozott harcjárművekkel. Emiatt a Nemzetközösség országai kifejlesztették saját járműveiket. Mivel a harckocsik gyártásához komoly iparra volt szükség, amellyel ezek az országok nem rendelkeztek, így különféle importált járművek alvázait felhasználva páncélautók gyártásába fogtak.
Indiában Armoured Carrier Wheeled Indian Pattern néven fejlesztettek ki egy páncélgépkocsi szériát. Ezek a járművek Ford vagy GMC CMP teherautók alvázát használták, melyeket Kanadából importáltak. A páncéltesteket elsősorban az Indian Railways társaság gyártotta. A fegyverzet általában egy Bren könnyű géppuskából - melyet néhány változatnál egy kicsi toronyban helyeztek el -, illetve egy Boys-páncéltörő puskából állt. A járműbe az No. 19 típusú rádióberendezést építették be. Sorozatgyártása 1940-től 1944-ig tartott, összesen 4655 darabot gyártottak belőle.
Az ACV–IP-ket indiai alakulatok használták a Távol-Keleten, a Közel-Keleten, az észak-afrikai hadjárat és az olaszországi hadjárat során, főleg hadosztály-szintű felderítő ezredeknél, mint felderítő jármű, páncélozott szállító jármű, légvédelmi jármű vagy előretolt megfigyelelési pont.

## Változatok
- Mk I – eredeti változat, melyet az 1940-es mintájú Ford teherautó alvázára építették, motorja elöl helyezkedett el és ellátták egy Marmon-Herrington összkerékmeghajtású rendszerrel.
- Mk II – Ford CO11QRF alváz (összkerékmeghajtás, hátul elhelyezett motor, jobb oldalon hialakított vezetői pozíció).
- Mk IIA – módosított páncéltest.
- Mk IIB – vastagabb páncélzat.
- Mk IIC – Ford C191QRF alváz, páncélozott tető egy kicsi toronnyal a Bren géppuskához.
- Mk III – hasonló az Mk IIC-hez, valamelyest módosított páncéltesttel. 276 darab készült.
- Mk IV – Ford C291QR alváz, nyitott páncéltest.

## Fordítás
- Ez a szócikk részben vagy egészben  az   Armoured Carrier Wheeled Indian Pattern című angol Wikipédia-szócikk ezen változatának fordításán alapul.  Az eredeti cikk szerkesztőit annak laptörténete sorolja fel. Ez a jelzés csupán a megfogalmazás eredetét és a szerzői jogokat jelzi, nem szolgál a cikkben szereplő információk forrásmegjelöléseként.